# Bernd Dörfel
Bernd Dörfel (né le 18 décembre 1944 à Hambourg en Allemagne) est un ancien joueur international de football allemand.

## Palmarès
- Coupe d'Europe des vainqueurs de coupe :
  - Finaliste : 1967–68.

- DFB-Pokal :
  - Finaliste : 1966–67.

## Vie privée
Bernd est le frère cadet de Charly Dörfel également footballeur international.